# 出川町 (春日井市)
出川町（てがわちょう）は、愛知県春日井市中部にある町名。現行行政地名は出川町1丁目から出川町8丁目と出川町。

## 地理
- 西部を北城町・金ケ口町、北部を不二ガ丘・松本町・不二町、東部を気噴町、南部を大留町・神領町と隣接している。

### 河川
- 内津川 ： 町の北部で2本に分岐し、そのうちの1本は1丁目から出川町（丁目なし）を東西に西流、もう1本は5丁目と6丁目を南北に南流している。

## 歴史
春日井郡（東春日井郡）出川村を前身とする。

### 町名の由来
「地名考」に「此むらの中央平地の所より清水湧出て常に絶ず田井の用水一村これに溢れて余沢隣村に及ぶ、此故に出川の名ありといふ」とある。往昔は伊伝川と呼び、その後伊を取って清音で呼ぶようになったとされる。

### 町名の読み方について
町名の読みはてがわ町であるが、バス停名や小学校名では「でがわ」が使用されているなど読み方が混同している。そのため、「てがわ」「でがわ」ともに当地域を指す読み方として認知されているものと思われる。ただし、出川町交差点の信号機のローマ字表記については、Tegawaの「Te」を後から修正したものが見られる。
以下は当地域の公共施設における「てがわ」と「でがわ」の使用例である。
- てがわ・・・「春日井出川郵便局」「出川町交差点」「春日井市立出川保育園」
- でがわ・・・「春日井市立出川小学校」「出川バス停」

また、病院や集合住宅、チェーン店等についても読み方が混在している。

### 沿革
- 1889年（明治22年）10月1日 - 町村制施行・合併に伴い、不二村の大字となる[1]。
- 1906年（明治39年）7月16日 - 合併に伴い、高蔵寺村の大字となる[1]。
- 1930年（昭和5年）1月11日  - 町制施行に伴い、高蔵寺町の大字となる[1]。
- 1949年（昭和24年） - 大字域に高蔵寺町立不二小学校開校。
- 1958年（昭和33年）1月1日 - 春日井市の大字となる[1]。
- 1959年（昭和34年） - 春日井市の町として成立[1]。
- 1960年（昭和35年） - 不二が丘の団地造成が始まる[1]。
- 1972年（昭和47年） - 町の一部が不二ガ丘になる[1]。
- 1981年（昭和56年） - 町の一部が北城町になる[1]。
- 2007年（平成19年） - 町域に春日井市立出川小学校開校。

## 世帯数と人口
2021年（令和3年）4月1日現在の世帯数と人口は以下の通りである。
| 町丁・丁目  | 世帯数    | 人口    |
| ----------- | --------- | ------- |
| 出川町1丁目 | 21世帯    | 55人    |
| 出川町2丁目 | 424世帯   | 1,016人 |
| 出川町3丁目 | 221世帯   | 494人   |
| 出川町4丁目 | 288世帯   | 693人   |
| 出川町5丁目 | 354世帯   | 840人   |
| 出川町6丁目 | 267世帯   | 684人   |
| 出川町7丁目 | 467世帯   | 1,094人 |
| 出川町8丁目 | 424世帯   | 894人   |
| 出川町      | 211世帯   | 428人   |
| 計          | 2,677世帯 | 6,198人 |

### 人口の変遷
国勢調査による人口の推移
| 1995年（平成7年）  | 4,143人 | [ 7 ]  |  |
| 2000年（平成12年） | 5,036人 | [ 8 ]  |  |
| 2005年（平成17年） | 5,864人 | [ 9 ]  |  |
| 2010年（平成22年） | 5,953人 | [ 10 ] |  |
| 2015年（平成27年） | 6,434人 | [ 11 ] |  |

## 学区
市立小・中学校に通う場合、学区は以下の通りとなる。また、公立高等学校に通う場合の学区は以下の通りとなる。
| 町丁・丁目  | 番・番地等 | 小学校               | 中学校                 | 高等学校 |
| ----------- | --- | -------------------- | ---------------------- | -------- |
| 出川町1丁目 | 1番地1〜21番地 | 春日井市立北城小学校 | 春日井市立南城中学校   | 尾張学区 |
| 出川町1丁目 | 22番地〜60番地 | 春日井市立不二小学校 | 春日井市立高蔵寺中学校 | 尾張学区 |
| 出川町2丁目 | 全域 | 春日井市立不二小学校 | 春日井市立高蔵寺中学校 | 尾張学区 |
| 出川町3丁目 | 全域 | 春日井市立不二小学校 | 春日井市立高蔵寺中学校 | 尾張学区 |
| 出川町4丁目 | 全域 | 春日井市立不二小学校 | 春日井市立高蔵寺中学校 | 尾張学区 |
| 出川町5丁目 | 全域 | 春日井市立不二小学校 | 春日井市立高蔵寺中学校 | 尾張学区 |
| 出川町6丁目 | 全域 | 春日井市立出川小学校 | 春日井市立南城中学校   | 尾張学区 |
| 出川町7丁目 | 全域 | 春日井市立出川小学校 | 春日井市立南城中学校   | 尾張学区 |
| 出川町8丁目 | 全域 | 春日井市立出川小学校 | 春日井市立南城中学校   | 尾張学区 |
| 出川町      | 1番地〜2006番地12 2006番地15〜2017番地 2021番地〜2034番地 2047番地〜2057番地 2069番地〜2166番地 2167番地1〜2・6・7・9〜14・18 2179番地2以降の枝番 2181番地〜2621番地 2623番地〜3005番地 | 春日井市立出川小学校 | 春日井市立南城中学校   | 尾張学区 |
| 出川町      | 2006番地13・14 2018番地〜2020番地 2035番地〜2046番地 2058番地〜2068番地 2167番地 2167番地3・5・8・15〜17 2167番地19〜2179番地1 2180番地 2622番地                                        | 春日井市立北城小学校 | 春日井市立南城中学校   | 尾張学区 |
| 出川町      | 3006番地以降 | 春日井市立不二小学校 | 春日井市立高蔵寺中学校 | 尾張学区 |

## 交通

### 鉄道
- JR中央本線 ： 町の南部の端を東西に走っている。中央本線が気噴町・大留町との町境になっている。最寄り駅は神領駅。

### バス
名鉄バス「春日井線」
- 勝川駅－鳥居松－神領駅北口－坂下－藤山台南 系統 - 出川バス停
- 勝川駅－鳥居松－神領駅北口－坂下－県医療療育総合センター 系統 - 出川バス停
- 高蔵寺駅北口－北気噴－出川－中部大学 系統 - 出川バス停・東出川バス停・不二小学校前バス停

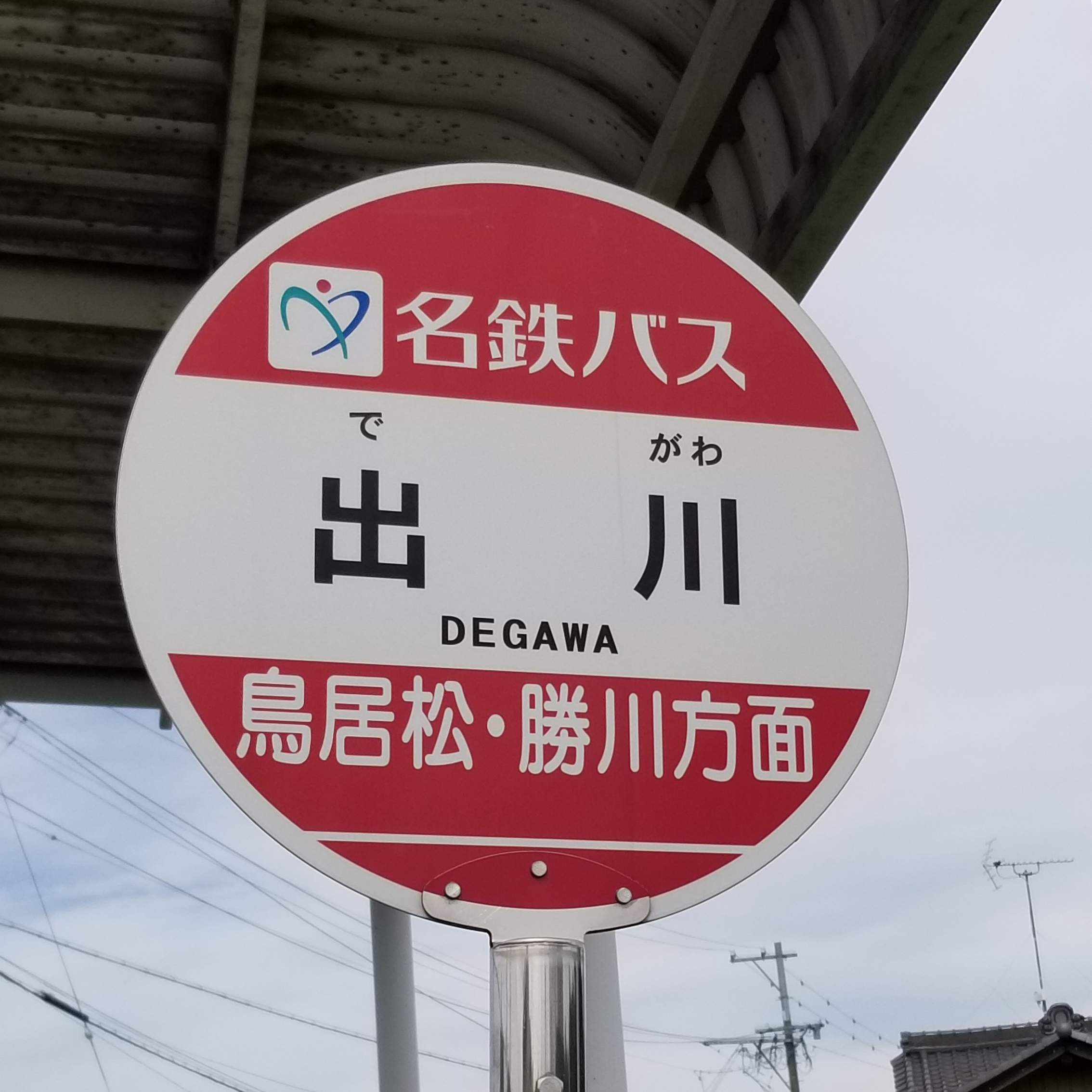
出川（でがわ）バス停

### 道路
- 国道155号 ： 町の中央部を東西に貫くように走っている。
- 愛知県道508号内津勝川線 ： 町の北部を北から北西に向かって走っている。
- 愛知県道214号松本名古屋線 ： 町の北東部から南西部に向かって走っている。

## 施設
- 春日井市立不二小学校
- 春日井市立出川小学校
- さくら保育園
- 出川南公園
- 神明神社

## その他

### 日本郵便
- 郵便番号 : 487-0025[4]（集配局：高蔵寺郵便局[14]）。